# Chiesa di San Donnino (Neviano degli Arduini)
La chiesa di San Donnino è un luogo di culto cattolico dalle forme neoclassiche, situato in strada Daniele Comelli a Vezzano, frazione di Neviano degli Arduini, in provincia e diocesi di Parma; è sede di una parrocchia compresa nella zona pastorale della Montagna.

## Storia
Il luogo di culto originario fu eretto in epoca medievale; la più antica testimonianza della sua esistenza risale al 1230, quando la Capelle de Vezano fu citata nel Capitulum seu Rotulus Decimarum della diocesi di Parma tra le dipendenze della pieve di Sasso.
In seguito all'edificio fu unito il vicino oratorio di Pietta, come dimostrato da un documento del 1299; nel Regesto antico del 1494 comparve per la prima volta la dedicazione del tempio a san Donnino.
L'unione tra le due cappelle durò fino al 1564, quando la chiesa di Vezzano fu elevata a sede parrocchiale autonoma, mentre quella di Pietta ne rimase sussidiaria.
Dopo il 1650 l'edificio medievale fu completamente ristrutturato e ampliato.
Tra il 1757 e il 1758 il luogo di culto fu nuovamente modificato e, al termine dei lavori, fu riconsacrato.
Nel 1874 l'edificio fu sottoposto a interventi di restauro, mentre tra il 1883 e il 1888 fu costruito in sua adiacenza il campanile, su progetto dell'ingegner Pancrazio Soncini.
Tra il 1955 e il 1963 fu risistemata l'area di fronte alla chiesa.

## Descrizione

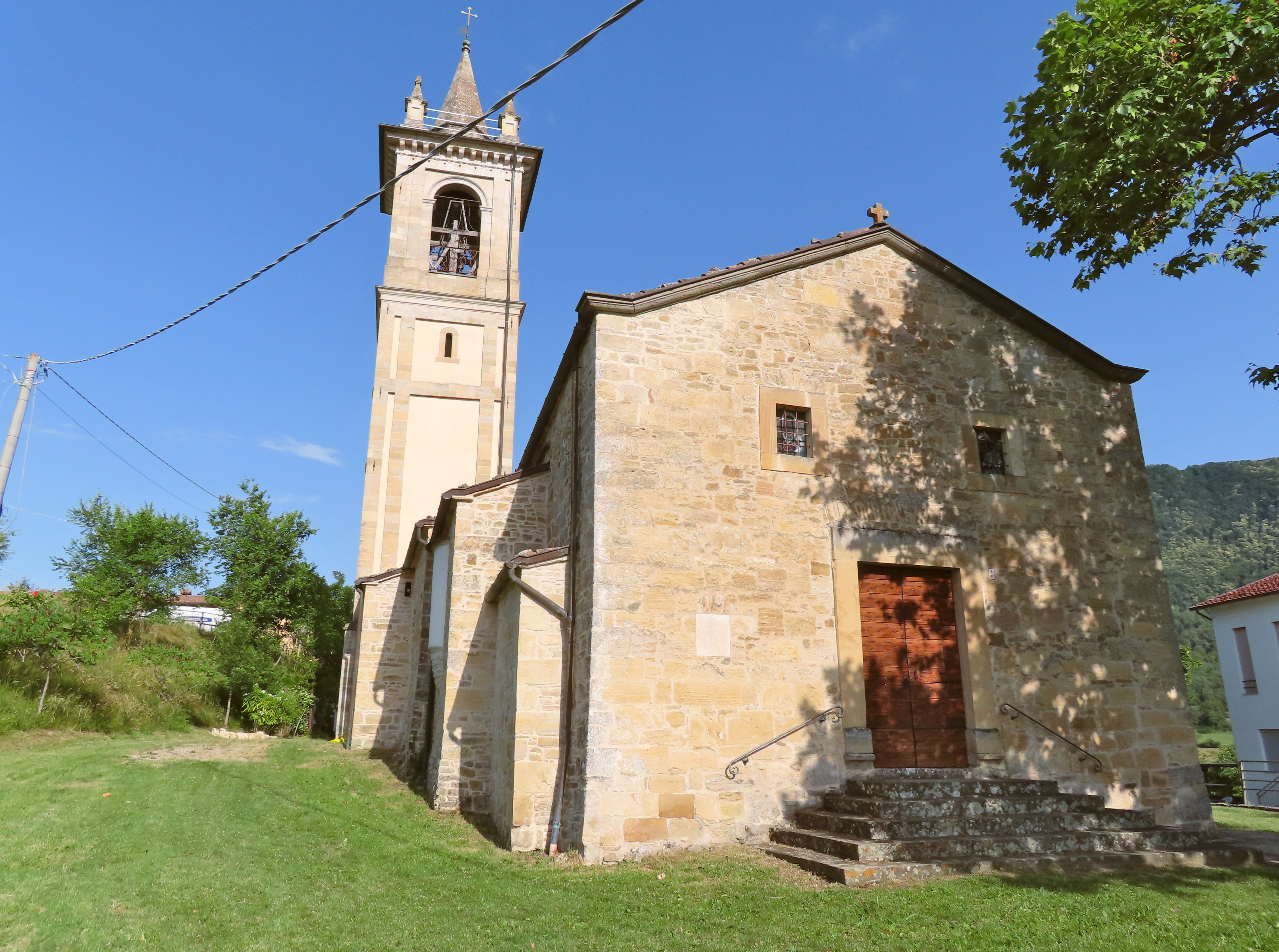
Facciata e lato nord

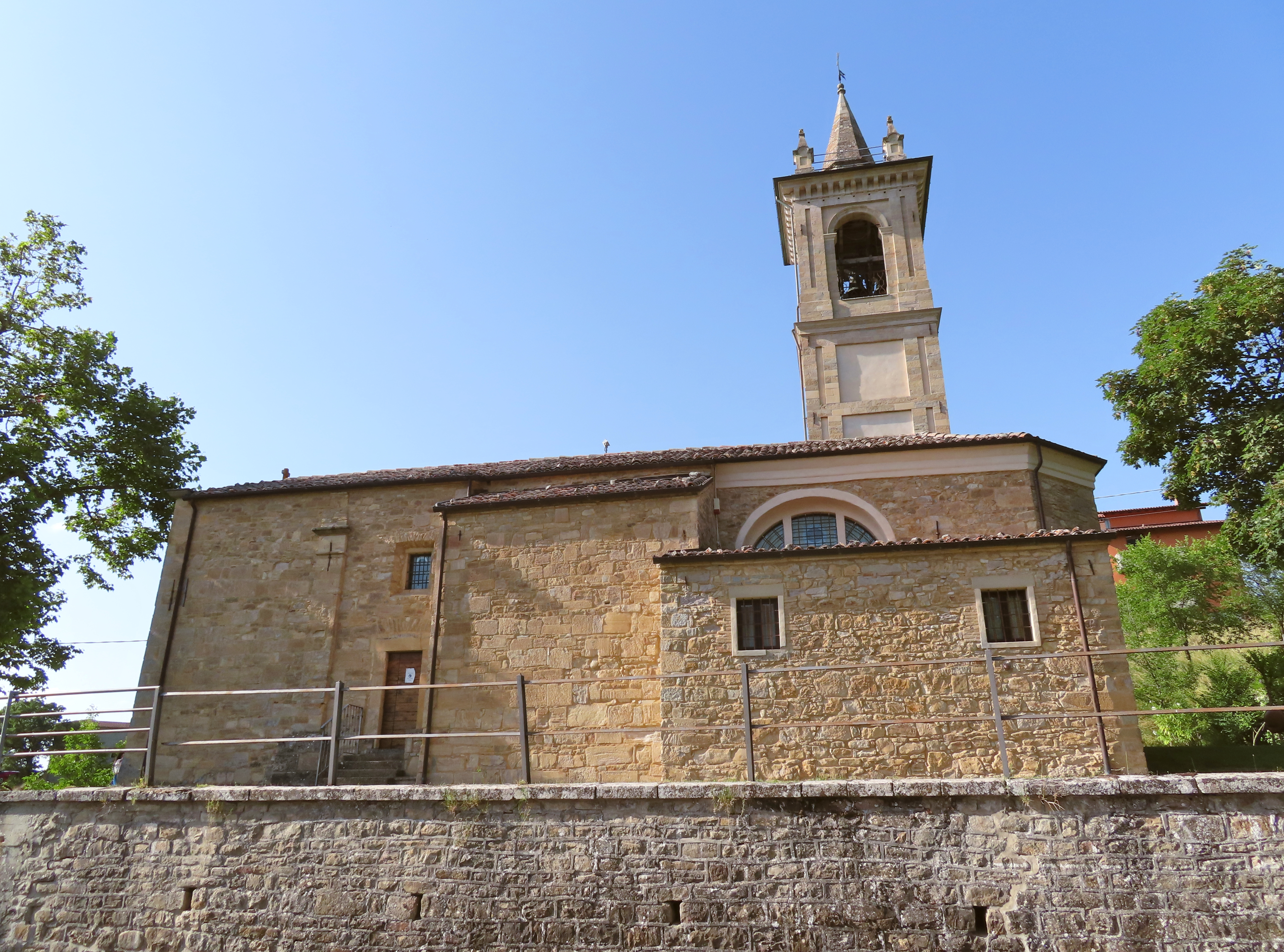
Lato sud

La chiesa si sviluppa su un impianto a navata unica affiancata da due cappelle sulla sinistra e una sulla destra, con ingresso a ovest e presbiterio absidato a est.
La semplice e simmetrica facciata a capanna, interamente rivestita in pietra come il resto dell'edificio, è preceduta da una breve scalinata centrale, che conduce al portale d'ingresso incorniciato da due piedritti e un architrave in arenaria; più in alto si aprono due piccole finestre rettangolari.
Dai fianchi aggettano i bassi volumi delle cappelle laterali; sul fondo, accanto all'abside poligonale, sulla sinistra si erge su un alto basamento il campanile intonacato, ornato con lesene binate in pietra alle estremità; in sommità la cella campanaria, rivestita in arenaria, si affaccia sulle quattro fronti attraverso ampie monofore ad arco a tutto sesto; a coronamento si elevano sul contorno quattro piccole guglie piramidali in pietra, mentre nel mezzo si staglia una guglia conica.
All'interno la navata, coperta da una volta a botte lunettata, è scandita lateralmente da una serie di lesene doriche; le cappelle, chiuse superiormente da volte a botte, si affacciano sull'aula attraverso ampie arcate a tutto sesto.
Il presbiterio, lievemente sopraelevato, è preceduto dall'arco trionfale; l'ambiente, coronato da una volta a botte lunettata ornata con affreschi raffiguranti i Quattro Evangelisti, accoglie l'altare maggiore ligneo a mensa, aggiunto tra il 1970 e il 1980; sul fondo, l'abside, coperta dal catino a spicchi, ospita tra due monofore la pala seicentesca raffigurante la Madonna col Bambino e i santi Donnino e Carlo Borromeo.
La chiesa conserva inoltre un dipinto rappresentante San Luigi Gonzaga, eseguito forse da Luca Casana intorno al 1750.